# Сопот (Сърбия)
Вижте пояснителната страница за други значения на Сопот.
Сопот (на сръбски: Сопот) е град в Сърбия, Белградски окръг. Административен център е на община Сопот.

## География
Намира се южно от Белград, край главния път за Крагуевац.

## Население
Населението на града възлиза на 1920 жители (2011 г.).
Етнически състав (2002 г.):
- сърби – 1681 жители (95,94%)
- югославяни – 15 жители (0,85%)
- черногорци – 9 жители (0,51%)
- българи – 5 жители (0,28%)
- албанци – 5 жители (0,28%)
- хървати – 4 жители (0,22%)
- македонци – 4 жители (0,22%)
- други – 4 жители (0,22%)
- недекларирали – 6 жители (0,34%)